# Tropismes pour des amours imaginaires

Tropismes pour des amours imaginaires est une œuvre pour orchestre composée par Jacques Ibert en 1957.

## Histoire
Jacques Ibert termine sa partition à Rome le 31 octobre 1957. Son titre poétique s'inspire peut-être de la définition du tropisme par Nathalie Sarraute en 1939.
L'œuvre est créée à Paris, douze ans après la mort du compositeur, en 1974, par l'Orchestre de l'ORTF, sous la direction de Jean Martinon.

## Mouvements
L'œuvre se joue en une seule fois, sans interruption entre les mouvements. Son exécution demande à peu près vingt-cinq minutes.
Allegro Vivace - Meno Lento - Andante - Allegro - Allegro Vivace - Larghetto-Andante Tranquillo - Animato-Andante Tranquillo - Stesso Tempo - Allegro Vivace

## Discographie
- Orchestre national de l'ORTF, dirigé par Jean Martinon, 28-30 octobre et 7 novembre 1974, EMI/Erato.